# Platynota semiustana
Platynota semiustana es una especie de polilla del género Platynota, tribu Sparganothini, subfamilia Tortricinae.

## Distribución
Se distribuye por Estados Unidos (Carolina del Norte).

## Taxonomía
Fue descrita por Walsingham en 1884 y publicada en Transactions of the Entomological Society of London 1884: 128.